# 阿卜迪拉希德·阿里·舍馬克
阿卜迪拉希德·阿里·舍馬克（羅馬化：Abdirashid Ali Shermarke；1919年10月16日—1969年10月15日）是索馬利亞的政治家，曾任第二任索馬利亞總統。

## 生平
1919年生於歐比亞地區的Haradere，在摩加迪休成長，之間上過伊斯蘭的神學校。1936年自初等教育畢業，一開始擔任貿易商。1943年索馬利青年聯盟創立，舍馬克立刻加入。1944年成為義屬索馬利亞的公務員。1953年結束中等教育，得到獎學金進入義大利的羅馬智慧大學攻讀政治學。1958年畢業，一年後從義大利歸國參選議員當選。
1960年7月1日，索馬利亞終於獨立，第一任總統亞丁·阿卜杜拉·奧斯曼·達爾任命舍馬克為索马里总理。舍馬克為了實現不結盟、中立的外交政策來往各國之間。舍馬克一直擔任总理直到1964年3月的大選，之後自己也經由選舉連任。
1967年總統大選當選第二任總統，並於同年6月10日就任。1969年10月15日，他視察北部旱災時，被護衛的警官枪杀，当场毙命；观察人士认为，这次暗杀是出于个人动机，而非政治动机。以此為契機，穆罕默德·西亞德·巴雷少將於同年10月21日發動政變，幾乎沒有什麼抵抗的情況下就奪下了政權。
2009年2月14日，舍馬克的兒子奥马尔·阿里·萨马克為了凝聚國家的向心力，被推選為总理。